# Южнотайский диалект
Южнотайский диалект (пак-тхай, дамбро; тайск. ภาษาไทยถิ่นใต้) — диалект тайского языка, распространённый в южном Таиланде. Число носителей — около 4,5 миллионов человек, кроме того около 1,5 млн человек владеют южнотайским как вторым языком (носители яви и другие этнические группы). Большая часть говорящих также свободно владеет стандартным тайским.

## Распространение
Южнотайский диалект распространён к югу от провинции Прачуапкхирикхан, вплоть до границы с Малайзией. Кроме того, незначительное число носителей имеется по другую сторону границы, в северных штатах Малайзии.

## Отличия от стандартного тайского
Несмотря на то, что большинство региональных диалектов Таиланда довольно близки к стандартному центральному тайскому, южнотайский диалект заметно отличается, что затрудняет взаимопонимание. Вместе со стандартным тайским, южнотайский является примером диглоссии в южном Таиланде. Заметную часть словаря занимает малайская лексика. Это объясняется тем, что ранее на этих землях малайский был единственным языком, кроме того южнотайский диалект соседствует с языком яви — основным языком малайцев южного Таиланда. Многие тайские слова произносятся в сокращённом либо ускоренном варианте, что также усложняет понятность. Кроме того различаются тональные распределения, в южнотайском в зависимости от провинции используется до 7 тонов.
Южнотайский диалект обычно не является письменным, однако в неформальном общении часто применяется тайский алфавит.